# Nowa Zelandia na Zimowych Igrzyskach Olimpijskich 2002
Nową Zelandię na Zimowych Igrzyskach Olimpijskich 2002 reprezentowało 10 zawodników. Był to dwunasty start Nowej Zelandii na zimowych igrzyskach olimpijskich.

## Wyniki reprezentantów Nowej Zelandii

### Bobsleje
Mężczyźni
- Mark Edmond
Alan Henderson

Dwójki - 27. miejsce
- Alan Henderson
Steve Harrison
Angus Ross
Mark Edmond

Czwórki - DNF

### Narciarstwo alpejskie
Mężczyźni
- Todd Haywood

gigant - 51. miejsce
slalom - DNF
- Jesse Teat

gigant - 50. miejsce
slalom - DNF
Kobiety
- Claudia Riegler

slalom - 11. miejsce

### Saneczkarstwo
Kobiety
- Angie Paul

jedynki - 23. miejsce

### Short track
Mężczyźni
- Mark Jackson

500 m - 26. miejsce
1000 m - 22. miejsce
1500 m - 20. miejsce

### Skeleton
Kobiety
- Liz Couch - 11. miejsce